# ミデア (ギリシア神話)
ミデア（古希: Μιδέα, Midea）またはミデイア（古希: Μίδεια, Mideia）は、ギリシア神話の女性である。下記の4人が知られる。
- プリュギア人奴隷。エーレクトリュオーンとの間にリキュムニオス（アルクメーネーの異母兄弟）を産んだ[1]。
- ニュンペーの1人。海神ポセイドーンとの間にアスプレードーンを産んだ[2]。ボイオーティア地方の同名の市はアスプレードーンにちなむ[3]。レバデイアの旧名とされる「ミデイア」は彼女の名前から取られたという[4]。
- ダナイデスの1人。アイギュプトスの息子のアンティマコスと結婚、後に彼を殺害した[5]。
- アローエウスの娘。アルゴスにある町の名前は彼女の名前から取られたという[6]。